# Ridsport vid olympiska sommarspelen 1996
Ridsport vid olympiska sommarspelen 1996 arrangerades mellan 23 juli och 4 augusti i Atlanta. Tävlingarna hölls i Georgia International Horse Park som ligger cirka 50 kilometer öster om Atlanta. För första gången i den olympiska historien, var lagtävlingen och den individuella tävlingen i fälttävlan två helt separata tävlingar. En ryttare kunde ställa upp i båda tävlingarna, under förutsättning att det var på olika hästar. Detta format skulle fortsätta till OS 2000.

## Medaljtabell
| Pl. | Nation        | Guld | Silver | Brons | Totalt |
| --- | ------------- | ---- | ------ | ----- | ------ |
| 1   | Tyskland      | 4    | 0      | 0     | 4      |
| 2   | Nya Zeeland   | 1    | 1      | 1     | 3      |
| 3   | Australien    | 1    | 0      | 0     | 1      |
| 4   | USA           | 0    | 2      | 2     | 4      |
| 5   | Nederländerna | 0    | 2      | 1     | 3      |
| 6   | Schweiz       | 0    | 1      | 0     | 1      |
| 7   | Brasilien     | 0    | 0      | 1     | 1      |
| 7   | Frankrike     | 0    | 0      | 1     | 1      |

## Medaljsammanfattning

### Dressyr
| Gren                            | Guld | Guld | Silver | Silver | Brons | Brons |
| ------------------------------- | --- | --- | --- | --- | --- | --- |
| Individuell dressyr detaljer    | Isabell Werth och Gigolo Tyskland                                                                                      | Isabell Werth och Gigolo Tyskland                                                                                      | Anky van Grunsven och Bonfire Nederländerna                                                                                              | Anky van Grunsven och Bonfire Nederländerna                                                                                              | Sven Rothenberger och Weyden Nederländerna                                                                     | Sven Rothenberger och Weyden Nederländerna                                                                     |
| Lagtävlingen i dressyr detaljer | Tyskland Klaus Balkenhol och Goldstern Martin Schaudt och Durgo Monica Theodorescu och Grunox Isabell Werth och Gigolo | Tyskland Klaus Balkenhol och Goldstern Martin Schaudt och Durgo Monica Theodorescu och Grunox Isabell Werth och Gigolo | Nederländerna Tineke Bartels och Barbria Anky van Grunsven och Bonfire Sven Rothenberger och Weyden Gonnelien Rothenberger och Gonnelien | Nederländerna Tineke Bartels och Barbria Anky van Grunsven och Bonfire Sven Rothenberger och Weyden Gonnelien Rothenberger och Gonnelien | USA Robert Dover och Metallic Michelle Gibson och Peron Steffen Peters och Udon Guenter Seidel och Graf George | USA Robert Dover och Metallic Michelle Gibson och Peron Steffen Peters och Udon Guenter Seidel och Graf George |

### Fälttävlan
| Gren                               | Guld | Guld | Silver | Silver | Brons | Brons |
| ---------------------------------- | --- | --- | --- | --- | --- | --- |
| Individuell fälttävlan detaljer    | Blyth Tait och Ready Teady Nya Zeeland | Blyth Tait och Ready Teady Nya Zeeland | Sally Clark och Squirrel Hill Nya Zeeland                                                                    | Sally Clark och Squirrel Hill Nya Zeeland                                                                    | Kerry Millikin och Out and About USA | Kerry Millikin och Out and About USA |
| Lagtävlingen i fälttävlan detaljer | Australien Wendy Schaeffer och Sunburst Gillian Rolton och Peppermint Grove Andrew Hoy och Darien Powers Phillip Dutton och True Blue Girdwood | Australien Wendy Schaeffer och Sunburst Gillian Rolton och Peppermint Grove Andrew Hoy och Darien Powers Phillip Dutton och True Blue Girdwood | USA Karen O'Connor och Biko David O'Connor och Giltedge Bruce Davidson och Heyday Jill Henneberg och Nirvana | USA Karen O'Connor och Biko David O'Connor och Giltedge Bruce Davidson och Heyday Jill Henneberg och Nirvana | Nya Zeeland Blyth Tait och Chesterfield Andrew Nicholson och Jaggermeister II Vaughn Jefferis och Bounce Victoria Latta och Broadcast News | Nya Zeeland Blyth Tait och Chesterfield Andrew Nicholson och Jaggermeister II Vaughn Jefferis och Bounce Victoria Latta och Broadcast News |

### Hoppning
| Gren                             | Guld | Guld | Silver | Silver | Brons | Brons |
| -------------------------------- | --- | --- | --- | --- | --- | --- |
| Individuell hoppning detaljer    | Ulrich Kirchhoff och Jus De Pommes Tyskland                                                                                            | Ulrich Kirchhoff och Jus De Pommes Tyskland                                                                                            | Wilhelm Melliger och Calvaro Schweiz                                                                       | Wilhelm Melliger och Calvaro Schweiz                                                                       | Alexandra Ledermann och Rochet M Frankrike                                                                              | Alexandra Ledermann och Rochet M Frankrike                                                                              |
| Lagtävlingen i hoppning detaljer | Tyskland Franke Sloothaak och Joly Coeur Lars Nieberg och For Pleasure Ulrich Kirchhoff och Jus De Pommes Ludger Beerbaum och Ratina Z | Tyskland Franke Sloothaak och Joly Coeur Lars Nieberg och For Pleasure Ulrich Kirchhoff och Jus De Pommes Ludger Beerbaum och Ratina Z | USA Peter Leone och Legato Leslie Burr-Howard och Extreme Anne Kursinski och Eros Michael R. Matz och Rhum | USA Peter Leone och Legato Leslie Burr-Howard och Extreme Anne Kursinski och Eros Michael R. Matz och Rhum | Brasilien Luiz Azevedo och Cassiana Alvaro Miranda Neto och Aspen Andre Johannpeter och Calei Rodrigo Pessoa och Tomboy | Brasilien Luiz Azevedo och Cassiana Alvaro Miranda Neto och Aspen Andre Johannpeter och Calei Rodrigo Pessoa och Tomboy |

Denna tabell: visa • redigera